# Horatio Torromé
Horatio Tertuliano Torromé, également appelé Henri Torromé, né en 1861 à Rio de Janeiro au Brésil et mort le 16 septembre 1920 à Willesden en Angleterre, est un patineur artistique britannique qui a représenté l'Argentine au début du XXe siècle.

## Biographie

### Carrière sportive
Horatio Torromé est né à Rio de Janeiro d'un père argentin et d'une mère brésilienne. Peu de temps après sa naissance, la famille émigre à Londres, en Angleterre, et c'est là qu'il apprend le patinage sur glace dans son club local qui était le Prince's Skating Club de Knightsbridge, au centre de la capitale britannique. 
Horatio Torromé participe et remportent les championnats britanniques de 1904 et 1905. Il représente l'Argentine à deux compétitions internationales organisées à Londres : le championnat du monde de 1902 et les Jeux olympiques de 1908. Parallèlement aux compétitions, il est également juge pour la compétition des couples de ces Jeux olympiques, et aussi lors des championnats du monde de 1912 pour les Messieurs et les Couples à Manchester.

### Carrière professionnelle
À partir de 1881, Horatio est partenaire dans l'entreprise de marchands dirigé par son père à Laurence Pountney Lane, Candlewick, à Londres. Il dirige ensuite l'entreprise avec son frère Franco, au départ en retraite de son père en 1903. 
Horatio Torromé est également connu pour être un artiste.
Il meurt le 16 septembre 1920 à Willesden, un quartier du district de Brent, à Londres

## Palmarès
| Compétition                         | 1902 | 1903 | 1904 | 1905 | 1906 | 1907 | 1908 |
| Jeux olympiques d'été               |      |      |      |      |      |      | 7e   |
| Championnats du monde               | 4e   |      |      |      |      |      |      |
| Championnats d'Europe               | CA   | CA   |      |      |      |      |      |
| Championnats de Grande-Bretagne     |      | 2e   |      | 1er  | 1er  | 2e   |      |
| Légende : CA = Championnats annulés |      |      |      |      |      |      |      |